# Newstime
Newstime (eigene Schreibweise: NEWSTIME) war die Nachrichtensendung des deutschen privaten Fernsehsenders ProSieben. Sie ging am 19. Juni 2023 in die neue ProSiebenSat.1-Nachrichtenmarke :newstime über, welche die bisherigen Nachrichtensendungen von ProSieben, Sat.1 und Kabel Eins ersetzt.

## Geschichte
Als Vollprogramm ist ProSieben seit Sendebeginn verpflichtet, Informationssendungen auszustrahlen. Anfangs sollten die Nachrichten Tagesblick heißen, dies wurde jedoch von der ARD gerichtlich unterbunden, da sie eine Verwechslungsgefahr mit der Tagesschau befürchtete. 2001 folgte ein Urteil über die Verwendung des Begriffs „Tagesbild“. Die ARD unterlag, ProSieben entschied sich dennoch, den Namen nicht zu nutzen.
Zu den ersten Moderatoren der ProSieben Nachrichten gehörte Jan Fromm, der die Sendung von 1989 bis 1996 leitete. Die Hauptnachrichtensendung wurde um 20 Uhr, zeitweise auch um 19:55 Uhr ausgestrahlt; außerdem gab es Spätausgaben der Nachrichten, die ProSieben Bilder des Tages. Im Rahmen einer so genannten „Informationsoffensive“ wurde 1996 der damalige ARD-Journalist Wolfgang Klein als Chefmoderator und stellvertretender Chefredakteur in die Nachrichten-Redaktion geholt und Fromm ersetzt. Klein präsentierte werktäglich um 19:30 Uhr die Nachrichten aus einem Newsroom des Münchner Senderzentrums, verließ aber ProSieben bereits nach zwei Jahren wieder, um ARD-Redaktionsleiter der Polit-Talkshow Sabine Christiansen zu werden. Christiane Gerboth-Jörges war von 1998 bis 2011 die Chefmoderatorin der Sendung.
1999 wurde die Nachrichtenredaktion erweitert, um den neu gegründeten Informationssender N24 (heute WeLT) mitzuproduzieren; die Hauptnachrichtensendung wurde wieder um 19:55 ausgestrahlt und der Wetterblock wieder moderiert. Mit dem Umzug des Senders nach Berlin wurden die Nachrichtenredaktionen von ProSieben und SAT.1 zusammengelegt.
Am 6. Dezember 2004 kam es zur Umbenennung der Sendung; seitdem firmierten die ProSieben-Nachrichten unter dem Namen Newstime. Mit dem neuen Namen bekam die Sendung auch ein neues Aussehen und Studio: das ProSieben Info Center. Ab dem Jahr 2007/2008 wurde ein kürzeres, leicht überarbeitetes Intro verwendet und Newstime wurde um 18 Uhr ausgestrahlt. Bei außergewöhnlichen Ereignissen wurde das Format auch über den ganzen Tag verteilt gesendet. Neben Christiane Gerboth-Jörges wurde 2004 Michael Marx zusätzlicher Chefmoderator und leitete bis zur Einstellung die Nachrichtensendung. Von Januar 2011 bis Dezember 2022 war Laura Dünnwald neben Marx Chefmoderatorin der Sendung.
Am 1. Dezember 2014 wurde das On-Air-Design erneut überarbeitet und anstatt Rot dominierte nun die Farbe Blau.

### Übergang zu einheitlicher Nachrichtenmarke
Zum 31. Dezember 2022 lief der Vertrag mit Welt (ehemals N24) bzw. der Axel Springer SE aus. Seit dem 1. Januar 2023 produziert die Seven.One Entertainment Group ihre Nachrichtensendungen (Newstime, Sat.1 Nachrichten und Kabel eins news) wieder selbst. Damit ziehen die Nachrichtensendungen aus dem Senderkomplex von Welt in Berlin, zum Hauptstandort von der Seven.One Entertainment Group nach Unterföhring bei München. Auch ein neues Studio und Design sowie einen einheitlichen Namen haben die Nachrichtensendungen im Laufe des Jahres 2023 erhalten. Mit den Umzug der Newstime von Berlin nach Unterföhring folgt Karolin Kandler von der Tagesschau als neue Moderatorin und Nachfolgerin von Laura Dünnwald und Angela van Brakel, von WELT, zur Seven.One Entertainment Group. Michael Marx bleibt weiterhin als Chefmoderator der Sendung erhalten.

## Titel, Sendezeiten und weitere Ausgaben
- Pro7 Nachrichten (1. Januar 1989 bis 13. Oktober 1991 sowie März 1992 bis 23. Oktober 1994)
- Pro7 Tagesbild (14. Oktober 1991 bis Dezember 1991)
- Pro7 Tagesbilder (Dezember 1991 bis März 1992)
- ProSieben Nachrichten (24. Oktober 1994 bis 5. Dezember 2004)
- Newstime (6. Dezember 2004 bis 18. Juni 2023)

Sondersendungen wurden als Newstime Spezial ausgestrahlt. Anfangs hießen sie ProSieben Kurznachrichten.
Eine Spätausgabe der Newstime wurde dienstags bis samstags gesendet. Der Zeitpunkt der Ausstrahlung variierte dabei stark, meist zwischen 2 und 4 Uhr. Die Sendung dauerte ca. drei Minuten und bestand aus einer kurzen Zusammenfassung der wichtigsten Themen des Tages. In den Programmfenstern Österreich und Schweiz entfielen die Spätnachrichten ersatzlos.

## Moderation
Newstime wurde zuletzt im Wechsel von Angela van Brakel, Michael Marx, Stephanie Puls, Jule Gölsdorf, Karolin Kandler und Kira Alin moderiert. Das Wetter moderierten ebenfalls im Wechsel Corinna Borau, Anna Gröbel und Alban Burster. 
Die Spätnachrichten wurden bis Dezember 2022 von verschiedenen Moderatoren präsentiert, teilweise von WELT-Moderatoren. 2013 wurde eine Ausgabe mit Joko Winterscheidt als Nebenmoderator ausgestrahlt, um für die Teilnahme an der Bundestagswahl 2013 zu werben.
| Moderator/in              | Jahre                | Bemerkungen         |
| ------------------------- | -------------------- | ------------------- |
| Angela van Brakel         | 2023                 | Moderation          |
| Karolin Kandler           | 2023                 | Moderation          |
| Kira Alin                 | 2023                 | Moderation          |
| Jule Gölsdorf             | 2022–2023            | Moderation          |
| Alban Burster             | 2020–2023            | Wetter              |
| Anna Gröbel               | 2020–2023            | Wetter              |
| Corinna Borau             | 2018–2023            | Wetter              |
| Stephanie Puls            | 2016–2023            | Moderation          |
| Leslie Nachmann           | 2012–2022            | Moderatorin         |
| Laura Dünnwald            | 2011–2022            | Anchorwoman         |
| Julia Josten              | 2009–2011            | Moderation          |
| Verena Wriedt             | 2008–2009            | Moderation          |
| Natascha Berg             | 2007–2009            | Moderation          |
| Mareile Höppner           | 2004–2006            | Moderation          |
| Adriana Zartl             | 2001–2004            | Wetter              |
| Marcus Tychsen            | 2001–2004            | Moderation          |
| Michael Marx              | 1999–2023            | ab 2004 Anchorman   |
| Norbert Dobeleit          | 1999–2003            | Sport               |
| Reinhold Deisenhofer      | 1998–2004            | Wetter              |
| Ines Selbmann             | 1998–2004            | Sport               |
| Florian Fischer-Fabian    | 1998–2003            | Moderation          |
| Percy Hoven               | 1996–1998            | Moderation          |
| Wolfgang Klein            | 1996–1998            | Anchorman           |
| Jeanette Riesch           | 1994–1996            | Moderation          |
| Isabel Jaenecke           | 1993–2004            | Moderation          |
| Christiane Gerboth-Jörges | 1991–1994; 1996–2011 | ab 1998 Anchorwoman |
| Nicola Sengelmann         | 1989–1991            | Moderation          |
| Michael Mildner           | 1989–1990            | Moderation          |
| Norbert Anwander          | 1989–1998            | Moderation          |
| Jan Fromm                 | 1989–1996            | Anchorman           |

## Kritik

### Verstoß gegen Jugendmedienschutzgesetz
Für Kritik sorgte ein erstmals am 13. März 2009 ausgestrahlter und als Sonderausgabe der Nachrichtensendung getarnter Werbeblock für die neue Mystery-Serie „Fringe – Grenzfälle des FBI“. Moderator Marx berichtete über ein unerklärliches medizinisches Ereignis, bei dem eine Frau angeblich ein Kind gebar, das innerhalb von Minuten die Ausmaße eines ausgewachsenen Mannes annahm. Dazu war eine als Amateur-Video gekennzeichnete Szene aus einem Krankenhaus zu sehen. Da der Werbeblock nicht als solcher gekennzeichnet wurde, war nicht eindeutig zu erkennen, dass es sich um eine Falschmeldung handelte. Lediglich der darauffolgende Teaser der Serie konnte als ein Anhaltszeichen gewertet werden, stand aber nicht eindeutig im Zusammenhang mit der Sondermeldung. Diese und eine weitere „Sonderausgabe“ in ähnlichem Stil wurden mehrfach gezeigt. In der Folge wurde ProSieben von der Kommission für Jugendmedienschutz mit einem Bußgeld um 3.500 Euro belegt. Begründet wurde dies damit, dass die Trailer gegen das Jugendmedienschutzgesetz verstoßen, da sie geeignet gewesen seien, Kinder unter 12 Jahren in ihrer Entwicklung zu beeinträchtigen.

### Reißerische Berichterstattung
Am 13. März 2018 wurde ein Bericht über das Computerspiel Fortnite: Battle Royale gezeigt. Der Beitrag von WeltN24-Redakteur Paul Willmann stellte das Spiel als gewaltverherrlichend dar, es sei eine potentielle Gefahr für Jugendliche. Dies führte zu einem regelrechten Shitstorm von Gamern. In einem der meistgeklickten Kritikervideos auf YouTube wurden Moderatorin Laura Dünnwald und die Redaktion teilweise wüst beschimpft, das entsprechende Video wurde inzwischen gelöscht. Im Newstime-Beitrag kam auch eine Pädagogin der Initiative Spieleratgeber NRW in einem kurzen Ausschnitt zu Wort. Sie erklärte später, dass ihre Aussagen völlig aus dem Zusammenhang gerissen wurden.  Medien kritisierten die reißerische und dramatisierende Aufmachung des Berichts. ProSieben gab via Twitter bekannt, die Kritik an die Redaktion weitergeleitet zu haben.

### Verwendung des Begriffs „Entertainment“
Kritik gibt es außerdem im Bezug auf Image-Spots, die unter anderem im Oktober 2005 auf ProSieben zu sehen waren. Sie bringen die Nachrichtensendung mit dem Slogan „We love to entertain you“ (engl. für „Wir lieben es, Sie zu unterhalten“) in Verbindung.

## Trivia
Im 2016 erschienenen Film The First Avenger: Civil War – der teilweise in Deutschland spielt – sind zweimal kurz Einblendungen der Nachrichten zu sehen. Dabei sieht man deutlich das Logo und Studio der Sendung. Auch sieht bzw. hört man die Moderatoren Dünnwald und Marx.